# Denmark Open 1969
Die Denmark Open 1969 im Badminton fanden vom 10. bis zum 13. März 1969 in Kopenhagen statt.

## Finalergebnisse
| Disziplin    | Sieger                              | Finalist                            | Ergebnis         |
| ------------ | ----------------------------------- | ----------------------------------- | ---------------- |
| Herreneinzel | Svend Pri                           | Tom Bacher                          | 15-5, 15-7       |
| Dameneinzel  | Hiroe Yuki                          | Noriko Takagi                       | 12-10, 11-2      |
| Herrendoppel | Ippei Kojima Bjarne Andersen        | Tan Aik Huang Tan Aik Mong          | 15-9, 6-15, 15-7 |
| Damendoppel  | Noriko Takagi Hiroe Yuki            | Tomoko Takahashi Hiroe Amano        | 15-9, 15-9       |
| Mixed        | Henning Borch Imre Rietveld Nielsen | Per Walsøe Pernille Mølgaard Hansen | 15-12, 15-7      |